# Josip Slavec
Josip Slavec (rojen kot Josip Nachtigal), slovenski gradbenik in podjetnik, * 4. april 1901, Tacen, Avstro-Ogrska, † 19. junij 1978, Kranj, Socialistična federativna republika Jugoslavija.

## Življenje in delo
Josip Slavec se je rodil 12. aprila 1901 v Tacnu. Mati Marija, rojena Medved, je bila iz sodarske družine, oče Jožef pa je bila zidarski mojster iz Šinkovega Turna. Imel je še brata Franceljna in Slavkota. Dvorazredno šolo je v Šmartnem zaključil leta 1909, šestrazredno pa končal leta 1913 v Šentvidu. Ker družina ni imela denarja, šolanja ni nadaljeval na gimnaziji ampak se je šel učit stavbne obrti pri delniški Kranjski stavbni družbi pri mojstru Augustu Wagnerju. Šolanje je nadaljeval na Državni obrtni šoli v Ljubljani, kjer je leta 1921 končal stavbno rokodelsko šolo in 1925 opravil izpit za zidarskega mojstra. Takoj se je zaposlil v tehnični pisarni inženirja Miroslava Kasala (1884-1945). Delal je kot vodja projekta pri raznih gradnjah. Jeseni 1922 je moral služit vojsko v Bitolo v Makedoniji. Ko se je po enem letu vrnil, se je zaposlil v podjetju Slograd v Ljubljani. Zapustil je službo in leta 1926 v Kranju ustanovil Stavbno podjetje Josip Slavec (od 1931 Gradbena družba Josip Slavec & Comp.), ki se je razvilo v eno največjih gradbenih podjetij v Sloveniji. Svoj priimek je zavedno poslovenil iz Nachtigal v Slavec. 
Podjetje je imelo po enem letu že 19 zaposlenih. Podjetje je sprva gradilo stanovanjske in turistične objetke na Gorenjskem, predvsem v Kranju. Eden prvih velikih objektov podjetja je bil novi most čez Savinjo pri železniški postaji Zidani Most v letih 1929–1930. V 30. letih se je podjetje uveljavilo v gradnji mostov in pregrad na banovinskih cestah. Leta 1934 je dobilo tedaj že znano podjetje Slavec & Co. naročilo za gradnjo kar treh večjih mostov: železobetonskega prek Kolpe pri Metliki in dveh večjih mostov na Hrvaškem.
V letih 1937 - 1938 je podjetje gradilo nov odsek na cesti, ki je vodila od Kranjske Gore do državne meje na Vršiču. Podjetje je zgradilo tudi 7,5 m široko tedanjo avtocesto med Podvinom in Lescami, cesta je bila odprta 1940, vzporedno z njo pa je bila zgrajena tudi kolesarska steza. Josip Slavec je bil tudi prvi lastnik buldožerja na Balkanu.
Med drugo svetovno vojno je njegovo podjetje za okupatorje postavljalo bodeče žice okrog mest, gradilo stanovanjske bloke in v okviru nemške organizacije Todt t. i. Nemško cesto ( cesta Šentvid-Črnuče), danes imenovana Obvozna cesta. Podjetje je bilo vseskozi pod stalnim nadzorom okupatorja.
Slavec pa je istočasno z denarjem, gradbenim materialom in zaposlovanjem aktivistov OF podpiral NOB, dokler ni leta 1943 odšel v partizane. Bil je vodja delavnic v Cerknem, kjer so takrat zgradili bolnico Franja.
Po letu 1945 mu je bila nova oblast kot nekdanjemu kapitalistu sovražna in Slavec se je znašel na spisku vojnih dobičkarjev. Hišo in lastnino so mu nacionalizirali. V njegovi prvi hiši v Kranju sedaj domuje Ljudska univerza.
Po vojni je Slavčevo podjetje počasi prenehalo delovati, vsa najpomembnejša dela je prevzelo državno podjetje Gradis. Novemu državnemu podjetju je daroval veliko svojih strojev in drugih dobrin. Pri Gradisu se je tudi zaposlil in bil tu zaposlen do leta 1950. Kot velik strokovnjak je bil vodja obnov pomembnih prometnih poti. Omembe vredna je obnova železniške proge Pragersko-Kotoriba, kjer je v 38 dneh obnovil 94 km proge in zgradil 30 mostov, tudi čez Dravo na Ptuju in čez Muro. Opravljal je nadzor nad najpomembnejšimi gradnjami v Kranju.
Umrl je 19. junija 1978 v Kranju.

## Pomembnejša dela
- Hotela Jelen in Stara pošta,
- Roženvensko stopnišče in arkade pri Prešernovem gledališču,
- Andrašičeva hiša (sedež Merkurja),
- Adamičeva hiša na Maistrovem trgu,
- Kamniti oporni zid ob cesti na Gaštejskem klancu (1937),
- del zaklonišč pod mestom Kranj,
- Most pri Nomenju v Bohinju,
- Most čez Savo na Bledu,
- Železniški most čez Savinjo pri Zidanem mostu,
- Park hotel na Bledu,
- Nadvoz v Radovljici,
- Mostovi čez Kokro na cesti Kranj-Jezersko )Macesnov, Cundrov, Taborski, Dolgi most, Leskovški, Luknja II in Derniški most,
- preložitev ceste Morava-Briga,
- cesta na Vršič od Ruske kapelice do Koče na Gozdu,
- cesta Podvin-Lesce,
- Bolnišnica na Golniku,
- cesta Šentvid-Ježica (Nemška cesta) v Ljubljani,
- zasilni mostovi (nadomestni za med vojno porušenimi): čez Savo v Lancovem, Podnartu, Bledu, Smledniku,... most čez Tržiško Bistrico,
- obnova železniškega viadukta pri Prestranku,
- obnova mostu čez Donavo v Pančevu,
- most čez Liko pri kosinju (na seznamu vseevropskih projektov pod okriljem Evropskega sveta gradbenih inženirjev - ECCE),
- most čez Soro v Medvodah,
- cesta Ljubljana-Vrhnika,
- Hotel na Šmarjetni gori,
- in mnoga druga dela.